# Poterne d'enceinte d'Arlempdes
La poterne d'enceinte d'Arlempdes est une poterne située en France sur la commune d'Arlempdes, dans la région Auvergne-Rhône-Alpes.

## Localisation
La poterne est située dans le département français de la Haute-Loire, sur la commune d'Arlempdes, dans l'ancienne région administrative d'Auvergne.

## Historique
La poterne, signalant l'entrée à travers le rempart qui clôture le village primitif, correspondant à la première enceinte du château, aurait pu être érigée au XIe siècle. Une plaque de marbre apposée sur l'ouvrage affiche l'inscription suivante : « Portail féodal construit en 1066 ».

## Description
L'élément central de cette poterne se compose d'une haute voussure en berceau légèrement brisé qui supporte une petite salle ouverte sur l'intérieur par une fenêtre à meneau. Un arc de décharge est positionné des deux côtés. À l'étage supérieur sous les combles, une fenestrelle s'ouvre vers l'extérieur, bien qu'elle puisse avoir été ajoutée ultérieurement lors d'une surélévation. Une différence de maçonnerie est observable entre le premier et le deuxième étage, probablement ajouté au XIVe ou XVe siècle. Cette voussure est renforcée par deux contreforts substantiels.

## Protection
L'ancienne poterne d'enceinte est inscrite au titre des monuments historiques par arrêté du 27 septembre 1971.